# إموري ويليام
إموري ويليام (بالإنجليزية: Emory Hale)‏ هو مصارع محترف أمريكي، ولد في 13 ديسمبر 1969 في سانت بيترسبرغ في الولايات المتحدة، وتوفي في 28 يناير 2006 في Tampa General Hospital ‏ في الولايات المتحدة بسبب قصور كلوي.

## روابط خارجية
- إموري ويليام على موقع CageMatch worker (الإنجليزية)
- إموري ويليام على موقع قاعدة بيانات المصارعة على الإنترنت (الإنجليزية)